# Enderleinellus corrugatus
Enderleinellus corrugatus är en insektsart som beskrevs av Johnson 1959. Enderleinellus corrugatus ingår i släktet Enderleinellus och familjen ekorrlöss. Inga underarter finns listade i Catalogue of Life.